# 리차드 리엘

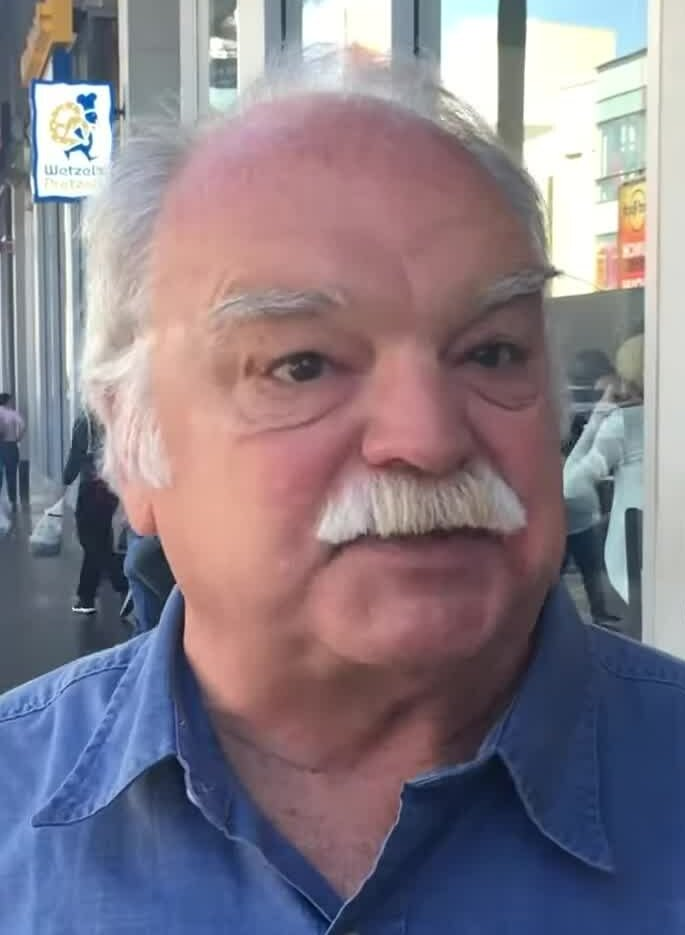

리처드 릴리(Richard Riehle, 영어 발음: /ˈriːli/, 1948년 5월 12일 ~ )는 미국의 배우이다.

## 출연 작품
- 백만달러와 시체 (2021년)
- 언컨셔스 (2014)
- 듀스 비갈로 (1999년) - 밥 비갈로 역
- 주다스 키스 (1998년)
- 라스트 리소트 (1998년)
- 레저 이블 (1998년)
- 붉은 추장의 몸값 (1998년)
- 펜타곤 워 (1998년)
- 루트 나인 (1998년)
- 라스베가스의 공포와 혐오 (1998년)
- 파이널 디씨전 (1996년) - 무장 보안관 역

### 텔레비전
- 코라의 전설 (2013-14) - 애니메이션